# Ptahhotep (Wesir unter Thutmosis IV.)
Ptahhotep war ein hoher altägyptischer Beamter aus der Zeit des Neuen Reiches. Er war unterägyptischer Wesir und amtierte wahrscheinlich unter Thutmosis IV. Wesire waren die wichtigsten Beamten im ägyptischen Staat. Seit der 18. Dynastie war das Amt des Wesirs zweigeteilt. Ein Wesir amtierte in Theben und war für Oberägypten zuständig. Der andere Wesir amtierte in Memphis und sein Amtsbereich war Unterägypten.
Ptahhotep ist von einem Papyrus bekannt, das sich heute in München befindet. Auf dem Dokument wird auch der Wesir Hepu genannt, der unter Thutmosis IV. amtierte und als südlicher Wesir bekannt ist. Demnach war Ptahhotep nördlicher Wesir unter diesem Herrscher.